# E.ON Netz
Die E.ON Netz GmbH war ein deutscher Verteilnetzbetreiber. Die Gesellschaft wurde im Jahr 2000 im Rahmen der Fusion von Bayernwerk und PreussenElektra zur E.ON Energie gegründet. Ab 2009 war E.ON Netz reiner Hochspannungsnetzbetreiber und auf einer Fläche von ca. 140.000 km² für das größte überregionale Strom-Verteilnetz Deutschlands mit einer Länge von ca. 22.000 km verantwortlich. Die E.ON Netz war eine hundertprozentige Tochtergesellschaft der E.ON SE mit Sitz in Düsseldorf. Seit 1. Juli 2014 liegt die Verantwortung für das 110-kV-Netz bei E.ON Hanse/Schleswig-Holstein Netz, Avacon und Bayernwerk.

## Geschichte
Die E.ON Netz GmbH wurde im Jahr 2000 bei der Fusion der Bayernwerk AG und der PreussenElektra AG zur E.ON Energie AG gegründet. Die Gesellschaft bestand schon ab 1998 und wurde 2000 bei der Fusion umbenannt.
Im Mai 2009 wurde das Strom-Transportnetz (220 kV/380 kV) von der E.ON Netz GmbH abgetrennt und in Transpower Stromübertragungs GmbH umbenannt.
Am 31. Dezember 2009 übernahm der staatliche niederländische Netzbetreiber Tennet alle Anteile der E.ON-Tochtergesellschaft Transpower Stromübertragungs GmbH für 1,1 Milliarden Euro; diese firmiert seit 2010 unter dem Namen Tennet TSO.

## Unternehmensleitung
Geschäftsführer waren (Stand: 30. Juni 2014):
- Egon Westphal, Ressort Technik/Netzmanagement (Vorstand Bayernwerk AG)
- Andreas Fricke, Ressort Kaufmännische Aufgaben/Recht/Kommunikation (Vorstand E.ON Hanse AG)
- Frank Aigner, Ressort Personal (Vorstand Avacon AG)

## Standorte
- Unternehmensleitung: Bayreuth
- Betriebszentren: Bamberg und Lehrte
- Leitstellen: Dachau und Lehrte

## Kundengruppen
- regionale und kommunale Netzbetreiber, z. B.: Avacon AG, Bayernwerk AG, E.ON Mitte AG, E.ON Westfalen Weser AG, Schleswig-Holstein Netz, (E.ON Hanse AG), N-ERGIE AG, EWE AG, Überlandwerk Fulda AG, Oberhessische Versorgungsbetriebe (OVAG) AG,
- Industriekunden (Auswahl): BMW AG, VW AG, Bayer AG, Wacker Chemie AG, AlzChem AG,
- Windparks, inklusive Kraftwerke und EEG-Anlagen über 200 direkte Netzkunden